# 法尔科克足球俱乐部
福爾柯克足球會（英語：Falkirk Football Club）成立的年份有爭議，但大多同意為1876年，球隊綽號是「The Bairns」，是蘇格蘭語意為小孩、兒子或女兒，出自古福爾柯克格言：「""」。福爾柯克傳統穿著深藍衫白褲，在2004/05年獲得蘇甲冠軍後升上蘇超，於2009/10年球降班返回甲組聯賽參賽。

## 升降情況
福爾柯克曾有兩次被拒加入超級聯賽的經驗。
首次在1999/2000年季末，當時超級聯賽將增至12隊，安排超級聯賽榜尾的與甲組聯賽的亞軍（鄧弗姆林）及季軍（福爾柯克）進行三隊附加賽競逐兩個超級聯賽席位。當時福爾柯克的主場布罗克维莱公园球场（Brockville）並不符合超級聯賽的規格，只有提出申請共用默里菲尔德運動場（Murrayfield Stadium，蘇格蘭欖球隊位於愛丁堡的主場），但被超級聯賽拒絕，附加賽因而取消，鴨巴甸及鄧弗姆林獲得翌季超級聯賽的席位。
在2001/02年在甲組排第九位的福爾柯克原需降級乙組，但因當時在甲組排第二位的艾迪爾人在該季最後一日被清盤而停止聯賽參賽資格，福爾柯克因而獲准留級。
福爾柯克在2002/03年奪得甲組聯賽冠軍，超級聯賽開會投票決定是否允許福爾柯克與艾迪爾聯共用新布鲁姆菲尔德球场，超級聯賽主席在決定一票投反對票，福爾柯克再次被拒門外，馬瑟韋爾獲准留級。
翌年超級聯賽降低球場容量要求，由10,000人減到6,000人。痛定思痛的福爾柯克決定興建符合規定的新球場，搬離使用超過100年的布罗克维莱公园球场，暫時與鄰近的士登後斯莫亞共用球場。成為首支改例後獲益的球隊，奪得2003/04年甲組冠軍後，獲准與鴨巴甸（距離恩華尼斯超過150公里）共用球場而加入超級聯賽，同時擴建卡萊多尼安球場（Caledonian Stadium），增加兩座新看台使容量達到7,512人以符合超級聯賽的規格。
2004/05年季初福爾柯克遷入新建的福爾柯克運動場，容量6,200人剛好符合超級聯賽的規格，在2005年4月9日主場1-0擊敗羅斯郡後確定奪得甲組聯賽冠軍，2005/06年終可在自己的球場展開頂級聯賽的生涯。
升班首季福爾柯克取得第10位成績鞏固其蘇超席位，其後連續兩季獲得中游的第7位。2008/09年球季煞科日福爾柯克1-0擊敗，成功護級兼將對手踢下蘇甲；同季球隊晉級蘇格蘭足總盃決賽，僅以0-1不敵衛冕冠軍，但獲得首次參加歐洲競賽的資格。
福爾柯克參賽歐霸盃外圍賽第二圈面對列支敦士登的華杜茲，首回合主場1-0獲勝，但次回合於加時後負0-2，累計1-2結束首次歐洲之旅。福爾柯克在國內聯賽形勢不妙，於聯賽閉幕戰作客0-0賽和護級主要對手，在蘇超逗留5個球季後，降班返回蘇甲。

## 球會榮譽
| 榮譽                    | 次數        | 年度                                 |
| 聯 賽 比 賽             | 聯 賽 比 賽 | 聯 賽 比 賽                          |
| ----------------------- | ----------- | ------------------------------------ |
| 甲組聯賽《第二級》 冠軍 | 4           | 1990/91, 1993/94, 2002/03, 2004/05。 |
| 乙組聯賽《第二級》 冠軍 | 3           | 1935/36, 1969/70, 1974/75。          |
| 乙組聯賽《第三級》 冠軍 | 1           | 1979/80。                            |
| 杯 賽 比 賽             |             |                                      |
| 蘇格蘭杯 冠軍           | 2           | 1913年, 1957年。                     |
| 聯賽挑戰杯 冠軍         | 3           | 1993年, 1997年, 2004年。             |

## 外部連結
- 官方網站 （页面存档备份，存于）